# Te vulevo scurdà/Lassame
Te vulevo scurdà/Lassame è il 15º singolo discografico di Mina, pubblicato dalla casa discografica Italdisc il 24 settembre del 1959.

## Storia
Contiene due canzoni cantate in napoletano, entrambe accompagnate da I Solitari che curano anche gli arrangiamenti, incluse nell'album ufficiale Mina canta Napoli del 1966, nella raccolta  Mina Export Vol. 2 del 1986 e nell'antologia su CD Ritratto: I singoli Vol. 1 (2010) che contiene tutti i brani pubblicati su singoli originali all'inizio della carriera dell'artista.
La musica del brano Lassame/ Let Me Go è composta dal chitarrista dei "Rokers" di Peppino di Capri, Mario Cenci che è anche coautore del testo, che prevede una seconda parte in inglese intitolata Let Me Go, da cui il doppio titolo. La canzone è una cover dell'omonimo brano cantato sempre nel 1959 dallo stesso Peppino di Capri ed esiste soltanto in questa versione bilingue.

## Copertina
Ha una copertina fotografica ufficiale, oltre la consueta custodia rossa forata a marchio Italdisc / Broadway.

## Tracce
Lato A
1. Te vulevo scurdà – 2:03 (testo: Riccardo Pazzaglia – musica: Giuseppe 'Fanciulli' [5]; edizioni musicali Accordo)

Lato B
1. Lassame / Let Me Go – 2:24 (testo: Mario Cenci, Marcello Scarponi – musica: Mario Cenci; edizioni musicali Carish)